# 秋田県道293号西滝沢館線
秋田県道293号西滝沢館線（あきたけんどう293ごう にしたきざわたてせん）は、秋田県由利本荘市を通る一般県道である。

## 概要
由利高原鉄道・西滝沢駅近郊の国道108号交点から分岐し、子吉川と由利高原鉄道の間を通り、久保田駅から前郷駅前を通過後、鳥海山ろく線と交差し北上する。その後石沢川を渡り、由利本荘市館の立石沢小学校前を左折し、国道107号交点に至る。
由利本荘市館から終点の国道107号交点までは、2004年10月まで旧国道107号区間だった。

### 路線データ
- 総延長 : 8.767 km[3]
- 実延長 : 8.758 km[3]
- 起点 : 秋田県由利本荘市山本字下野69番（国道108号交点）[4]北緯39度16分55.2秒 東経140度6分52.5秒
- 終点 : 秋田県由利本荘市雪車町字岡田43番2（国道107号交点）[4]北緯39度20分39.94秒 東経140度7分8.5秒
- 未供用区間 : なし[3]

## 歴史
- 1974年（昭和49年）3月19日 - 秋田県道に認定される[4]。

## 路線状況

### 冬期閉鎖区間
- なし[5]

### 交通不能区間
- なし[6]

## 地理

### 交差する道路
| 施設名 | 接続路線名                  | 備考 | 所在地                                              |
| ------ | --------------------------- | ---- | --------------------------------------------------- |
|        | 国道108号                   | 起点 | 由利本荘市山本字下野                                |
|        | 秋田県道171号前郷停車場線   |      | 由利本荘市前郷北緯39度18分47.7秒 東経140度6分29.8秒 |
|        | 由利本荘市道（旧国道107号） |      | 由利本荘市館北緯39度20分21秒 東経140度7分28.45秒    |
|        | 国道107号                   | 終点 | 由利本荘市雪車町字岡田                              |

### 沿線の施設
- 由利高原鉄道 鳥海山ろく線
  - 西滝沢駅
  - 久保田駅
  - 前郷駅
  - 曲沢駅
- 由利本荘市立由利中学校